# Чемпионат мира по плаванию в ластах на длинные дистанции 1988
1-й чемпионат мира по плаванию в ластах на длинные дистанции проводился в Париже с 22 по 24 июля 1988 года. В соревнованиях приняли участие спортсмены 14 стран (Бельгия, Испания, США, Франция, Греция, Голландия, Италия, Япония, Люксембург, Швеция, Швейцария, СССР, ФРГ, ЧССР). Спортсмены состязались в марафонских заплывах в Сене.

## Медалисты

### Мужчины
| Дисциплина | Золото                  | Золото | Серебро                 | Серебро | Бронза                     | Бронза |
| ---------- | ----------------------- | ------ | ----------------------- | ------- | -------------------------- | ------ |
| 3000 м     | Михаил Калужский · СССР |        | Михаил Чернов · СССР    |         | Владимир Непомнящий · СССР |        |
| 8000 м     | Михаил Чернов · СССР    |        | Михаил Калужский · СССР |         | Владимир Непомнящий · СССР |        |

### Женщины
| Дисциплина | Золото                    | Золото | Серебро                 | Серебро | Бронза             | Бронза |
| ---------- | ------------------------- | ------ | ----------------------- | ------- | ------------------ | ------ |
| 3000 м     | Светлана Успенская · СССР |        | Любовь Вахрушева · СССР |         | Э. Ариоми · Италия |        |
| 5000 м     | Светлана Успенская · СССР |        | Любовь Вахрушева · СССР |         | Д. Везье · Франция |        |